# Abadzej
Los abadzej (en ruso: абадзехи; autodesignación: адыгэ, абдзах, o adigué, abdzaj) son un pueblo de la rama adigué.
Una parte significativa vive en la diáspora, que son descendientes de los refugiados (muhajirs) de la Guerra del Cáucaso con el Imperio ruso. Su religión dominante es el Islam suní. Su éxodo comenzó en 1879. Hoy día las mayores comunidades de abadzej viven en Turquía, Siria, Jordania y Rusia. Son el segundo grupo más numeroso entre los adigué, tras los shapsug.

## Historia
De acuerdo a algunos historiadores el nombre de la subetnia provendría de la palabra circasiana para "por debajo de los abjasios", que sería su posición geográfica.
Inicialmente vivían en la región montañosa de la república de Adiguesia y el krai de Krasnodar, pero tras la guerra del Cáucaso la mayoría de los abadzej (así como otros grupos étnicos circasianos) fueron expulsados al Imperio otomano, siendo asentados los pocos que se quedaron en las llanuras del raión de Shovgenovski por decreto imperial.

## Israel
Alrededor de 4.000 abadzej viven en el aúl de Reihaniya en Galilea (Distrito Norte, Israel). La localidad cuenta con un museo étnico. Otro pueblo "circasiano" en Israel es Kfar Kama.
En 1958, a los abadzej (y otros adigué) de Israel les fue permitido cumplir el servicio militar, lo que da varios privilegios.

## Personajes
- Hulusi Salih Pasha (1885 - 1939); Gran Visir otomano (1920), almirante, primer ministro de la Armada de la República de Turquía.